# Gui Guedes
Guilherme Borges Guedes (Santa Marta de Penaguião, Región del Norte, Portugal, 17 de abril de 2002), conocido como Gui Guedes, es un futbolista portugués. Juega de centrocampista y su equipo es la U. D. Almería de la Segunda División de España.

## Trayectoria
Formado en las inferiores del Vitória Sport Clube, firmó su primer contrato profesional con el club el 1 de mayo de 2019. Debutó en el primer equipo el 26 de julio de 2021 en la victoria por 4-1 sobre el Leixões S. C. por la Copa de la Liga de Portugal.
El 23 de junio de 2022 se oficializó su fichaje por la U. D. Almería. Jugó un único partido en la Copa del Rey y el 3 de febrero fue cedido al C. D. Lugo para que compitiera en la Segunda División lo que quedaba de temporada. La siguiente regresó a su país después de ser prestado al filial del F. C. Porto.

## Selección nacional
Gui es internacional en categorías inferiores por Portugal.

## Estadísticas

### Clubes
Actualizado al último partido disputado el 18 de mayo de 2025.
| Club                            | Div.          | Temporada     | Liga  | Liga  | Copas nacionales | Copas nacionales | Copas internacionales | Copas internacionales | Total | Total |
| Club                            | Div.          | Temporada     | Part. | Goles | Part.            | Goles            | Part.                 | Goles                 | Part. | Goles |
| ------------------------------- | ------------- | ------------- | ----- | ----- | ---------------- | ---------------- | --------------------- | --------------------- | ----- | ----- |
| Vitória de Guimarães B Portugal | 3.ª           | 2020-21       | 7     | 1     | ―                | ―                | ―                     | ―                     | 7     | 1     |
| Vitória de Guimarães B Portugal | 3.ª           | 2021-22       | 18    | 2     | ―                | ―                | ―                     | ―                     | 18    | 2     |
| Vitória de Guimarães B Portugal | Total club    | Total club    | 25    | 3     | 0                | 0                | 0                     | 0                     | 25    | 3     |
| Vitória S. C. Portugal          | 1.ª           | 2021-22       | 5     | 0     | 4                | 0                | ―                     | ―                     | 9     | 0     |
| Vitória S. C. Portugal          | Total club    | Total club    | 5     | 0     | 4                | 0                | 0                     | 0                     | 9     | 0     |
| U. D. Almería · España          | 1.ª           | 2022-23       | 0     | 0     | 1                | 0                | ―                     | ―                     | 1     | 0     |
| U. D. Almería "B" · España      | 3.ª F         | 2022-23       | 2     | 0     | ―                | ―                | ―                     | ―                     | 2     | 0     |
| U. D. Almería "B" · España      | Total club    | Total club    | 2     | 0     | 0                | 0                | 0                     | 0                     | 2     | 0     |
| C. D. Lugo · España             | 2.ª           | 2022-23       | 13    | 0     | ―                | ―                | ―                     | ―                     | 13    | 0     |
| C. D. Lugo · España             | Total club    | Total club    | 13    | 0     | 0                | 0                | 0                     | 0                     | 13    | 0     |
| F. C. Porto "B" Portugal        | 2.ª           | 2023-24       | 26    | 1     | ―                | ―                | ―                     | ―                     | 26    | 1     |
| F. C. Porto "B" Portugal        | Total club    | Total club    | 26    | 1     | 0                | 0                | 0                     | 0                     | 26    | 1     |
| U. D. Almería · España          | 2.ª           | 2024-25       | 13    | 1     | 2                | 0                | ―                     | ―                     | 15    | 1     |
| U. D. Almería · España          | Total club    | Total club    | 13    | 1     | 3                | 0                | 0                     | 0                     | 16    | 1     |
| Total carrera                   | Total carrera | Total carrera | 84    | 5     | 7                | 0                | 0                     | 0                     | 91    | 5     |
| 1.                              |               |               |       |       |                  |                  |                       |                       |       |       |